# Hanaui csata
A hanaui csatában Karl Philipp von Wrede  osztrák–bajor seregei ütköztek meg Napóleon seregével 1813. október 30–31-én Hanau városánál (Hessen).  A francia császár a lipcsei csata után elkezdte a visszavonulást a német területekről Franciaországba, a viszonylagos biztonságba. Wrede megpróbálta Napóleont feltartóztatni, ám a császárnak sikerült Hanaut megtartani és ezzel nyitva maradt az út a visszavonulásra. A franciák győztek egy viszonylag kicsi csatában, amelynek inkább stratégiai jelentősége volt.

## Előzmények
Bajorország, a korábbi francia szövetséges, a lipcsei csata után csatlakozott riedi szerződéssel a Napóleon-ellenes hatodik koalícióhoz. Napóleon a megsemmisítő lipcsei vereség után visszahátrált a Rajnán.
A Grande Armée maradványai szervezetlenül vonultak vissza, az osztrák–bajor erők 43 000 katonája Wrede irányításával indult a Dunától észak felé, hogy megakadályozza a császár visszavonulását Franciaországba. Wrede erői elérték Hanaut, elzárták Napóleon útját Frankfurt felé. A bajor főparancsnok úgy gondolta, hogy a francia fősereg Koblenz irányába hátrál, Wrede szemből várta a támadást, ezért csak 20 000 embert hagyott szárnyai védelmére.

## A csata

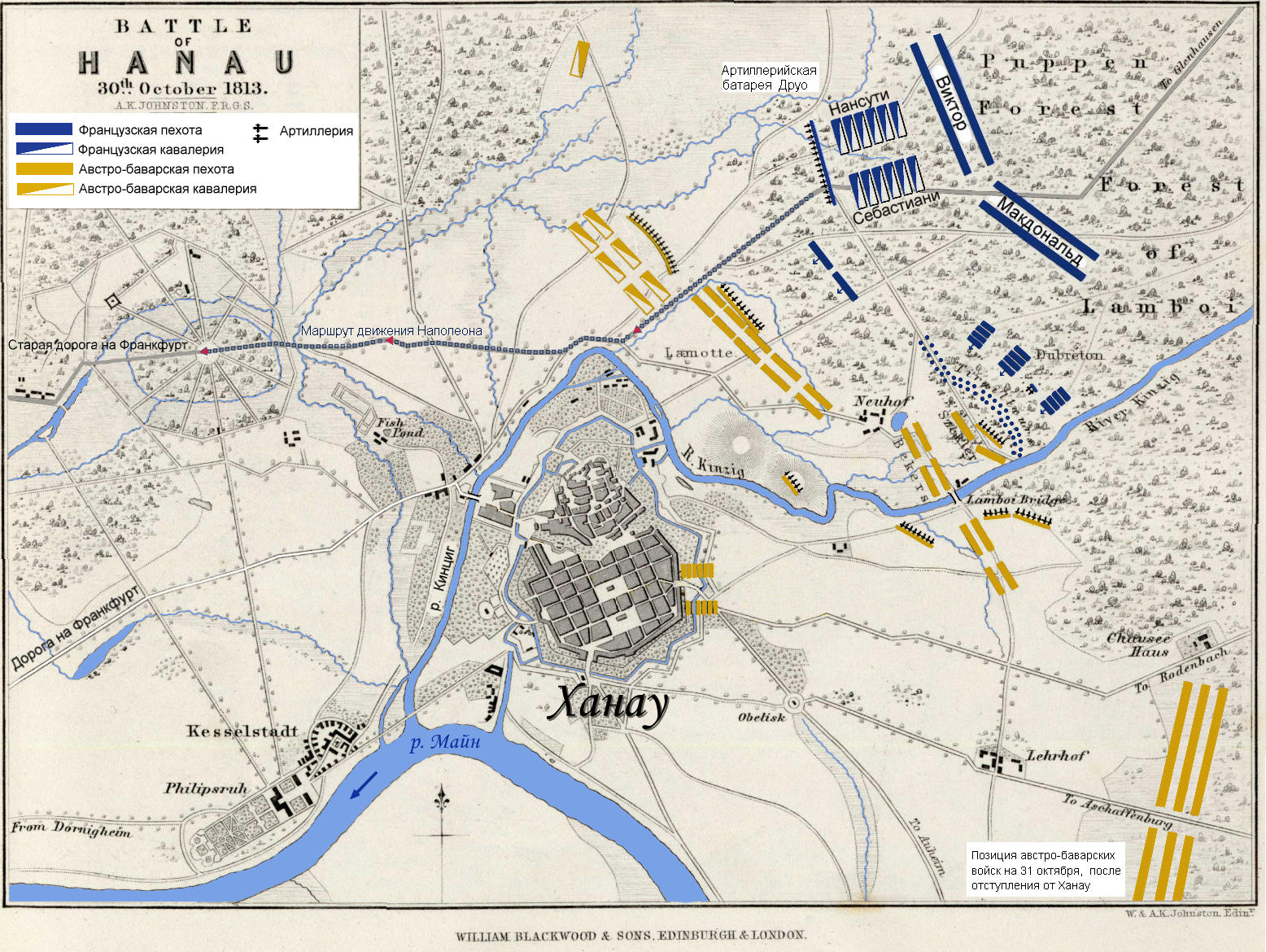
A hanaui csata térképe (orosz)

Wrede erőltetett menetben  megindult csapataival Würzburgon és Frankfurton át a Majnáig, hogy elzárja Napóleon útját. Hanauhoz 36 órás hóvihar után 29-én érkezett meg 30 000 emberrel. A főerőket a  Kinzig folyó mögött helyezte el, a jobb szárnyat délre, és csak egy egyszerű híd kötötte őket össze a főerőkkel. Magyar csapatok is voltak a seregben: a József főherceg-huszárok, de a csata sorsát ők sem tudták megfordítani. Még aznap este Wrede felderítést rendelt el. A felderítésről visszavonulók hátvédjét a Székely-huszárok egy szárnya és egy szakasza képezte, amelyek elszántságukkal még két bajor ágyút is megmentettek. A francia gyalogságot MacDonald, a lovasságot Sébastiani tábornok vezette.
Wrede pozíciójától keletre sűrű erdő tette láthatatlanná a franciák hadmozdulatait, amit azok ki is használtak: az ütközet első napjának végén a egy nagyobb lovas alakulatuk megkerülte és hátba támadta a szövetségesek balszárnyát. Először a gyalogságot vetette vissza, majd egy újabb támadást hajtott végre az ütegek ellen, amelyek néhány löveget el is vesztettek. Ebben a döntő helyzetben a József főherceg-huszárok két svadronja sietett ide a jobbszárnyról. Támadásukkal sikerült annyi időt nyerni, hogy az utánuk nyomuló egész ezred harchoz fejlődjék, amelynek ezt követő rohamával sikerült a franciák előrenyomulását bizonyos mértékig feltartóztatni. 
Majd később a hadsereg visszavonulását is a József főherceg-huszárok és a Schwarzenberg-ulánusok leplezték manőverezéseikkel. Emmanuel von Mensdorff-Pouilly és Vaszilij Orlov-Gyenyiszov portyázó osztagai a franciákat követve szintén Hanauhoz értek, így az ezekbe kikülönített négy huszársvadron is jelen volt az ütközet első napján a 2. és 11. huszárezredek összesen tíz svadronján kívül. Mensdorff ezredes a Kusbach patak fölött átívelő híd mögött foglalt állást, és a Wilhelmsbad és Friedberg felé vezető utat fedezte. A balszárny rendkívül szorongatott helyzetét látva azonban annak segítségére sietett: rázúdult lovasaival a francia vértesek jobbszárnyára, és egészen a tartalékaikig űzte őket vissza. A hátrálás során pedig egy gyalogos alakulat visszavonulását fedezte.
Orlov-Gyenyiszov altábornagy ugyanekkor egy Meerholz nevű helység (ma Gelnhausen része) melletti magaslatról figyelte meg az ellenség főerejének mozgását és nagyságát. Majd a szövetségeseket támogatta: két ezred kozákot és a Kienmayer-huszárok svadronját küldte az ellenség szárnyába, annak nyugtalanítására. Később a többi alakulatával maga is a franciák ellen vonult.
Másnap, 31-én reggel a szövetségesek kiürítették a várost, de dél körül Wrede elhatározta annak újbóli megrohanását, ennek során a lovasságot nemigen vetették be, de a Székely-huszárok kivételt képeztek. A szövetségesek jelentős veszteségeket szenvedtek, nem sikerült a franciákat megakadályozni a visszavonulásban Frankfurt felé.

## Következmények
Wrede 9000 embert vesztett, a franciák a csata veszteségét is beleszámítva (4500) jóval többet, kb. 10 000 embert, mert sokan estek a szövetségesek hadifogságába. A franciák november 2-án elérték Frankfurtot és már csak 20 mérföldre voltak a viszonylagos biztonságot jelentő védelmi bázisuktól, Mainztól. Napóleon november 2-4-e között ott kelt át a Rajnán 60-70 000 főnyi haderővel.

## A csata fontosabb szereplői és emlékei képekben

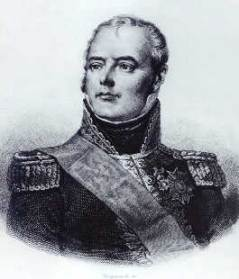
MacDonald
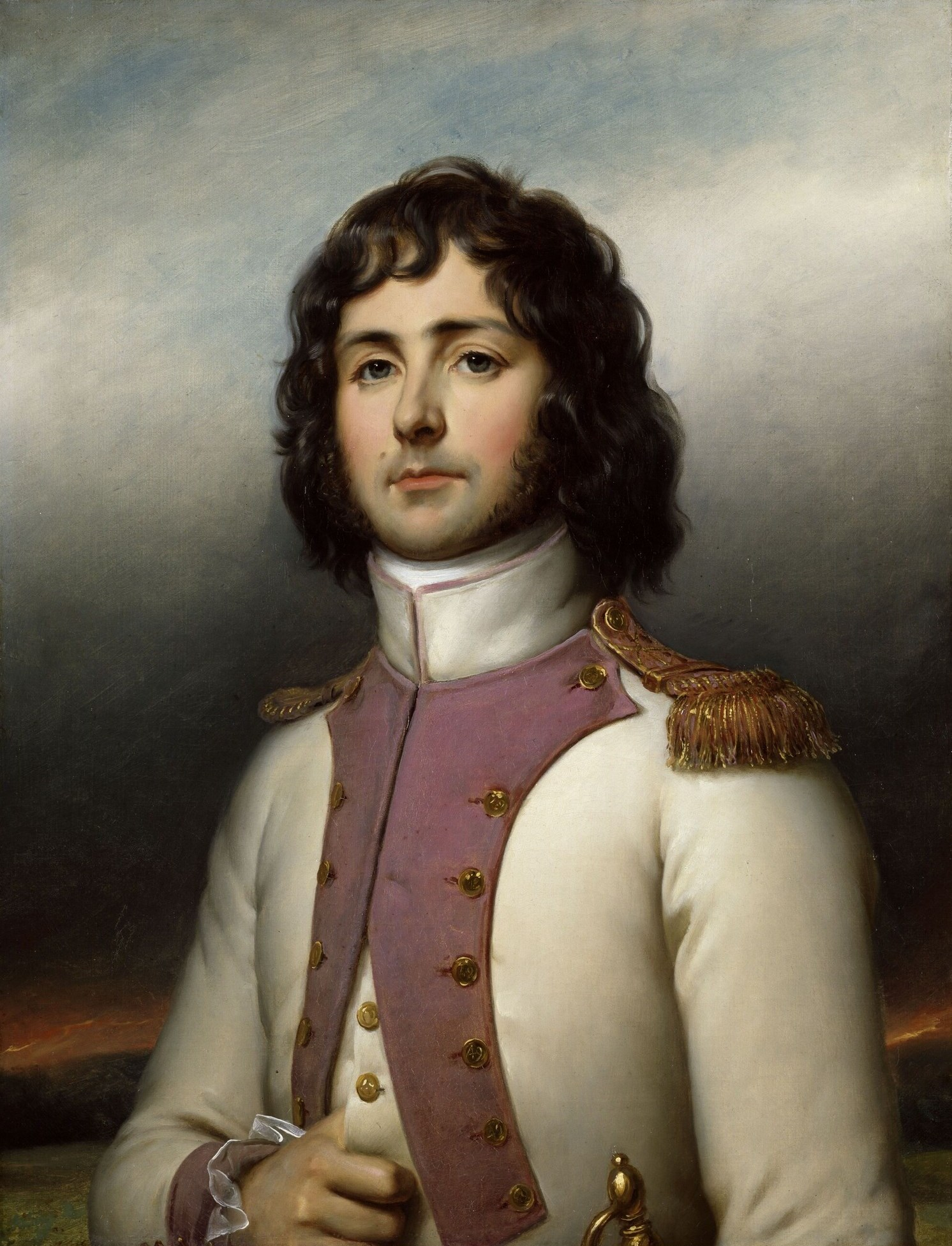
Sébastiani
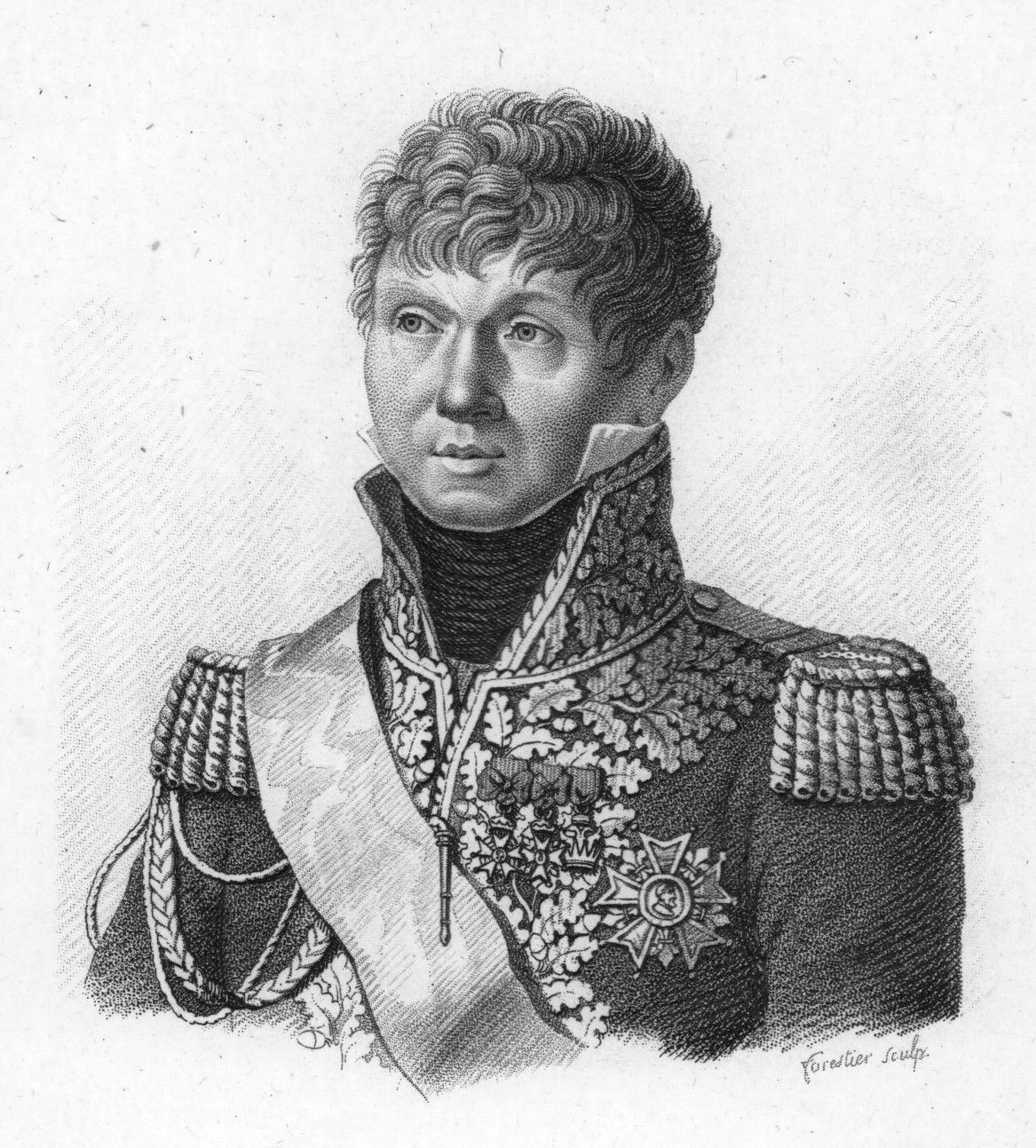
Victor tábornok
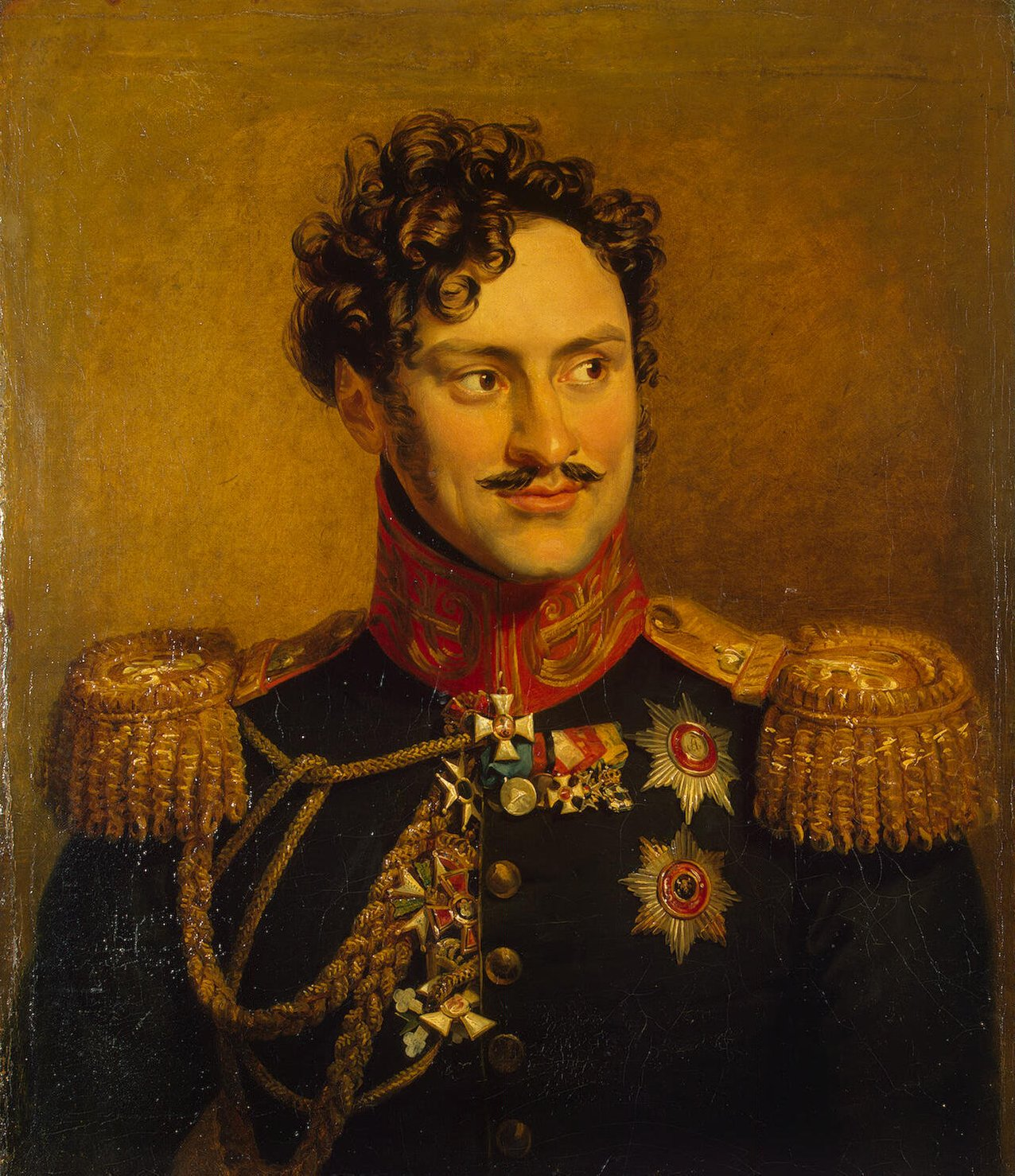
Csernisov(wd) orosz tábornok
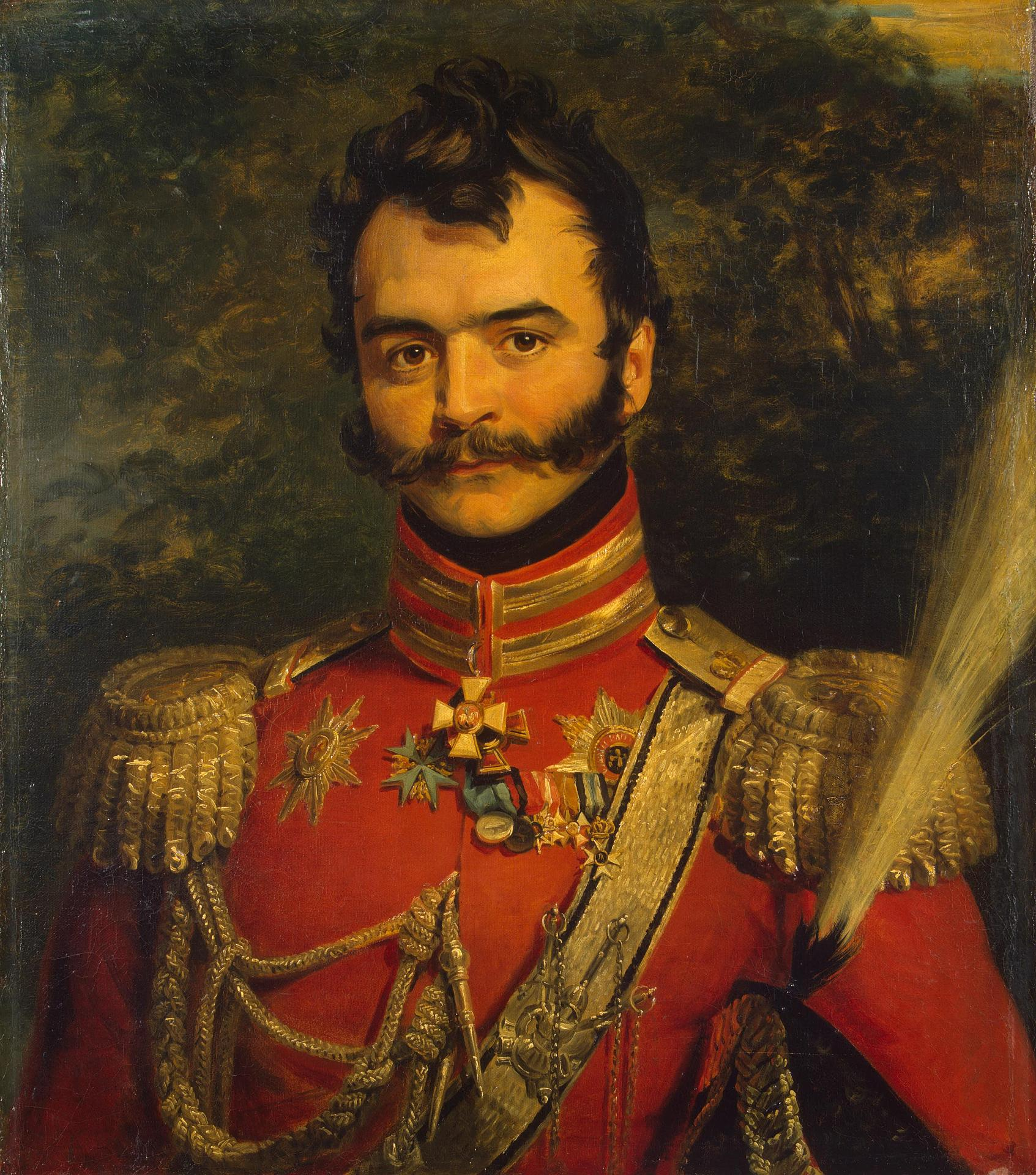
Orlov-Gyenyiszov
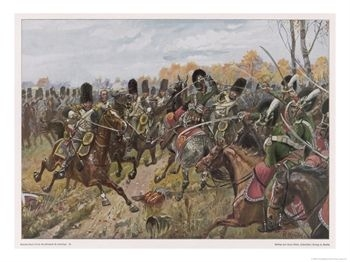
A hanaui csata R. Knötel festménye
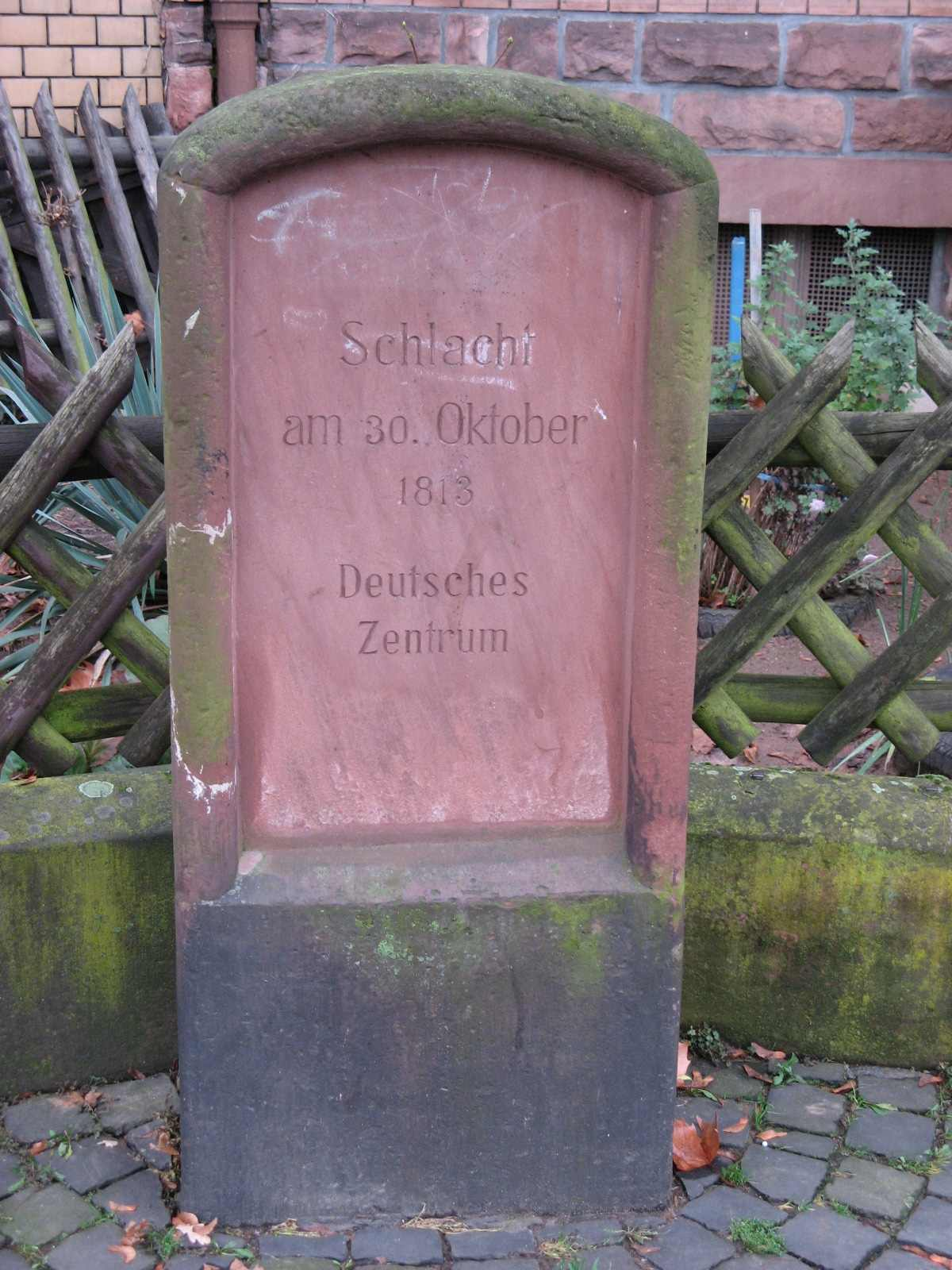
A csata emlékműve

## Fordítás
- Ez a szócikk részben vagy egészben  a   Battle of Hanau című angol Wikipédia-szócikk fordításán alapul.  Az eredeti cikk szerkesztőit annak laptörténete sorolja fel. Ez a jelzés csupán a megfogalmazás eredetét és a szerzői jogokat jelzi, nem szolgál a cikkben szereplő információk forrásmegjelöléseként.